# Oribotritia deminuta
Oribotritia deminuta är en kvalsterart som beskrevs av Wojciech Niedbała 2006. Oribotritia deminuta ingår i släktet Oribotritia och familjen Oribotritiidae. Inga underarter finns listade i Catalogue of Life.